# Atentado de Tarata
O atentado de Tarata, também conhecido como atentado de Miraflores ou atentado de Lima, foi um ataque terrorista realizado na Rua Tarata, localizada no distrito de Miraflores, em Lima, Peru, em 16 de julho de 1992, pelo grupo terrorista de esquerda Sendero Luminoso. A explosão foi um dos atentados mais mortais do Sendero Luminoso durante o conflito armado no Peru e fez parte de uma série de ataques com bombas na cidade durante o último estágio da era do terrorismo.
As explosões aconteceram próximo à importante Avenida Larco, na área comercial de Miraflores, bairro nobre da cidade. Dois caminhões, cada um carregado com 1.000 kg de explosivos, explodiram na rua às 21h15, próximo ao Banco de Crédito del Perú, localizado na Avenida Larco, matando 25 pessoas e ferindo 155. A explosão destruiu e danificou cerca de 183 casas, 400 empresas e 63 carros que estavam estacionados. Os atentados foram o início de uma greve de uma semana do Sendero Luminoso contra o governo peruano, uma greve que causou 40 mortes e fechou grande parte da capital.
Após o incidente, galvanizado pela indignação pública, o presidente Alberto Fujimori intensificou sua repressão aos grupos insurgentes peruanos, culminando na captura, em setembro do mesmo ano, do líder do Sendero Luminoso, Abimael Guzmán, o que levou ao início do fim da insurgência do grupo e a uma diminuição nas atividades terroristas, com menos ataques acontecendo após a captura de Guzmán.

## Antecedentes
Em 1992, o Peru enfrentava uma intensa insurgência terrorista, sendo o grupo mais radical e ativo o Sendero Luminoso, considerado uma organização terrorista pelo governo peruano e por diversas entidades internacionais, como os Estados Unidos, o Canadá e a União Europeia. O grupo é um braço armado do Partido Comunista do Peru de orientação maoísta e ficou conhecido por sua extrema violência, inclusive contra civis. O golpe de Estado de 5 de abril de 1992, liderado por Alberto Fujimori, agravou ainda mais o cenário de instabilidade política e social no país.
Os ataques anteriores do Sendero Luminoso naquele ano incluíram o assassinato de María Elena Moyano, em 15 de fevereiro, uma organizadora comunitária no distrito de Villa El Salvador, que foi baleada à queima-roupa e depois explodida com dinamite. Além disso, no dia 5 de Junho, um carro-bomba explodiu perto da estação de televisão Frecuencia Latina, perto da meia-noite, destruindo o edifício e os seus arredores e matando o jornalista Alejandro Pérez. Este ataque marcou uma nova era no conflito, pois foi a primeira vez que o grupo atacou abertamente qualquer entidade de mídia.

## O ataque

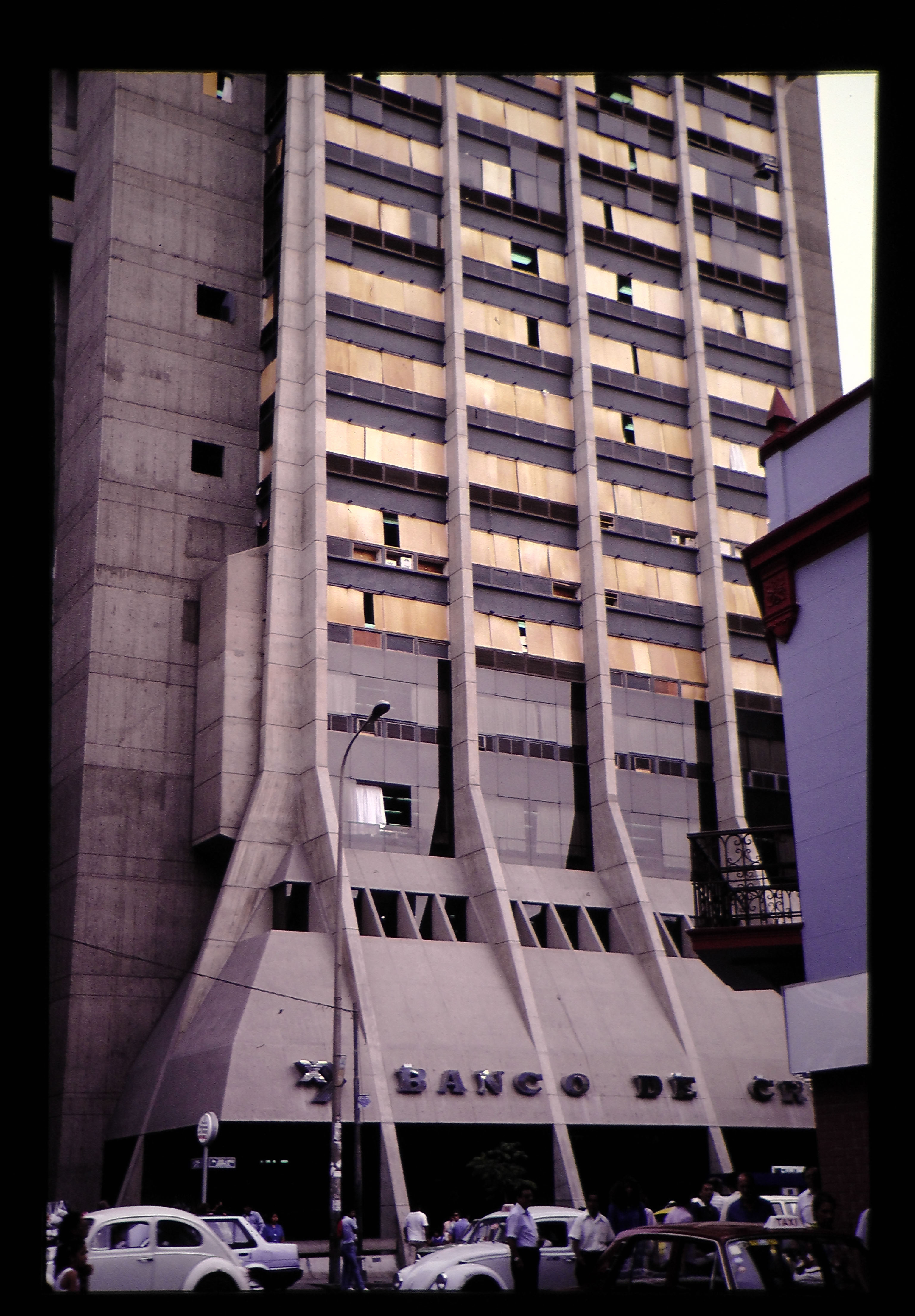
O prédio do Banco de Crédito do Peru na Avenida Larco (foto 4 anos antes do atentado) que seria o alvo principal do ataque.

O ataque ocorreu na quinta-feira, 16 de julho, e teve como alvo o Banco de Crédito do Peru, localizado na Avenida Larco. Durante o dia, forças do Sendero Luminoso em Lima realizaram ataques contra pequenas delegacias e instituições financeiras para dispersar a polícia e abrir caminho para o ataque principal. Próximo ao horário previsto, ocorreu uma oscilação no fornecimento de energia elétrica, seguida de um dos apagões comuns na cidade naquela época.
De acordo com o depoimento de militantes do Sendero Luminoso entrevistados pela Comissão da Verdade e Reconciliação do Peru, o décimo segundo destacamento do Sendero Luminoso em Lima, comandado pelo "Camarada Daniel" (posteriormente identificado como Carlos Mora La Madrid nos registros da comissão), foi o responsável por conduzir o ataque.
O plano original era detonar os explosivos em frente ao banco às 21h20, mas o estabelecimento não permitiu que eles estacionassem no local combinado. Eles então decidiram deixar o veículo no próximo cruzamento (que era a Rua Tarata) e deixá-lo seguir em frente até explodir. Uma vez na rua, o motorista diminuiu a velocidade e abandonou o caminhão.
A carga explosiva era de 400 a 500 quilos de nitrato de amônio e óleo combustível misturados com dinamite. Os edifícios mais afetados por sua localização perto do centro da explosão foram El Condado, San Pedro, Tarata, Central Residential e San Carlos. A onda de choque se estendeu por 300 metros. A explosão matou 25 pessoas, feriu 155 e causou mais de US$ 3 milhões em danos.

## Impacto

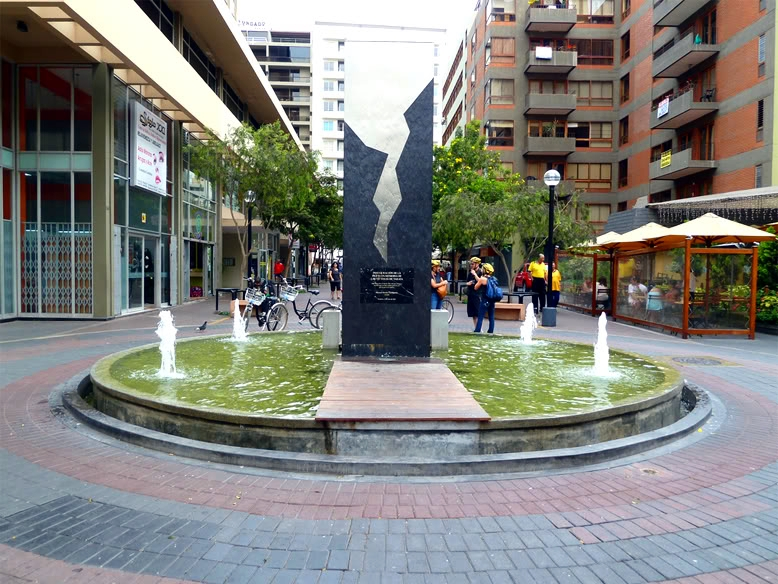
Monumento localizado no local da explosão.

Reações de todo o mundo denunciaram o Sendero Luminoso e expressaram apoio ao governo e ao povo peruano na superação da situação.
Segundo os especialistas, foi a primeira vez no decurso da guerra civil que a sociedade “tradicional” de Lima vivenciou o conflito. Foi a primeira vez que um ato terrorista foi realizado contra um alvo civil de grande escala e o primeiro ataque direto ao centro de uma cidade.
O ataque também levou a autoexames dentro do Sendero Luminoso, com seus principais líderes reconhecendo o ato como um "erro" que não deveria ter acontecido porque não promovia o objetivo principal do grupo. O líder do Sendero Luminoso, Abimael Guzmán, foi preso em setembro de 1992 e condenado à prisão perpétua. Em 2014, ele e sua esposa Elena Yparraguirre foram julgados por terem ordenado o atentado de Tarata.